# Doliops metallicus
Doliops metallicus es una especie de escarabajo del género Doliops, familia Cerambycidae. Fue descrita científicamente por Breuning en 1938.
Habita en Filipinas. Los machos y las hembras miden aproximadamente 11 mm. El período de vuelo de esta especie ocurre en todos los meses del año excepto en diciembre.